# Prétention
En droit, une prétention est constitutive de l'objet d'une demande. Ce à quoi prétend la partie engagée dans une procédure judiciaire.
Cela se distingue du moyen  qui est la  considération de droit ou de fait invoquée par une partie à l’appui de sa prétention et tendant à l’application des règles juridiques.
Lors d'une procédure juridictionnelle, l’exposé d'un litige est décomposé en trois parties : les faits, la procédure et les prétentions et moyens des parties. 
Les prétentions de chacune des parties forment le cadre du litige. 
Celles de la demande sont fixées par l'acte introductif d'instance, celles de la défense sont fixées par les conclusions en défense.
Ce sont les questions de fait et de droit que les plaideurs soumettent au juge.
Il est à noter que dans cette acception, le terme prétentions est au pluriel dans la plupart du temps.

## Sources
- Définition sur Dictionnaire Juridique

- Code de procédure civile
- Procédure civile en France
- Procédures relatives au bail commercial
- Objection (droit)